# 詹姆斯·波西
小詹姆斯·麦克利·曼特尔·波西（英語：James Mikely Mantell Posey, Jr.，1977年1月13日—），出生在美国俄亥俄州的克里夫兰，美国职业篮球运动员，在球队中司职小前锋。波西在特温斯堡的Chamberlin高中打篮球，后加入沙维尔大学。
1999年NBA选秀中被丹佛掘金在第一轮第18顺位签中。在丹佛效力了3个多赛季后被交换去了休斯敦火箭，之后在一个掘金，灰熊和76人之间的三队大交换中被换去孟菲斯灰熊。2005-06赛季加盟迈阿密热火，之后随队取得了2006年的NBA总冠军。2007年夏，以自由球員身分加入波士顿凯尔特人，2007-08球季隨隊取得NBA總冠軍。2008-09球季加盟新奥尔良黄蜂，2010年經過一次4隊交易他來到印第安納溜馬隊，隨後在2011年被溜馬特赦掉。
2013年加入NBDL的Canton Charge隊擔任助理教練，2014年轉至騎士隊擔任助理教練。